# Kolonia Ulhówek
Kolonia Ulhówek – część wsi Ulhówek w Polsce położona w województwie lubelskim, w powiecie tomaszowskim, w gminie Ulhówek.
W latach 1975–1998 Kolonia Ulhówek administracyjnie należała do województwa zamojskiego.
Wierni Kościoła rzymskokatolickiego należą do parafii św. Maksymiliana Kolbego w Ulhówku.